# Markedsandel
Markedsandel refererer til forholdet i procent mellem afsætningen af en virksomheds vare og den samlede afsætning af substituerende varer på et givent marked, ofte et geografisk afgrænset område som f.eks. et land.
En virksomhed har ved en monopoltilstand en markedsandel på 100 procent, mens hver enkelt virksomhed på et marked med total konkurrence har en meget lille markedsandel. Ifølge pris- og konkurrenceteorien betyder en stor markedsandel, at en virksomhed kan tage en relativt højere pris for varen grundet mindre konkurrence og mindre priselasticitet.
Selve beregningen af en virksomheds markedsandel er ofte problematisk, idet flere virksomheder ønsker at tilbageholde oplysningerne af konkurrencehensyn.